# Arcade (villa)
Arcade es una villa ubicada en el condado de Wyoming en el estado estadounidense de Nueva York. En el año 2000 tenía una población de 2026 habitantes y una densidad poblacional de 312.7 personas por km².

## Geografía
Arcade se encuentra ubicada en las coordenadas 42°32′0″N 78°25′44″O / 42.53333, -78.42889.

## Demografía
Según la Oficina del Censo en 2000 los ingresos medios por hogar en la localidad eran de $33 724, y los ingresos medios por familia eran $42 688. Los hombres tenían unos ingresos medios de $33 646 frente a los $25 441 para las mujeres. La renta per cápita para la localidad era de $16 577. Alrededor del 8.8% de la población estaban por debajo del umbral de pobreza.